# Dazed and Confused (песен)
Dazed and Confused е кавър песен, вдъхновена от Джейк Холмс на английската рок група „Лед Зепелин“, включена като четвърта песен в техния дебютен албум от 1969 г. - Led Zeppelin. След разпадането на Ярдбърдс през 1968 г., Джими Пейдж планира да запише песента в студио с групата наследник, която е събрал същото лято. Според басиста на „Лед Зепелин“ Джон Пол Джоунс, първият път, когато чува песента е на първата репетиционна сесия на групата в Джерард Стрийт в Лондон, през 1968 г.: „Джими ни изсвири рифовете на първата репетиция и каза: „Това е, което искам да направим.“ Бъдещите „Лед Зепелин“ записват своята версия през октомври 1968 г. в Студията „Олимпик“, Лондон, а песента е включена в дебютния им албум. Dazed and Confused е втората песен, записана в студиото в Лондон.
Групата записа песента в две дубли. Джими Пейдж свири на телекастер и лък за цигулка, така, както вече я е изпълнявал с Ярдбърдс. Певецът Робърт Плант написва нов набор от по-блус текстове, според Пейдж, въпреки че Роберт Плант не е кредитиран в албума поради договорни задължения към Крисалис Рекърдс, вокалът на Плант е суров и мощен, предаден с „неумолима страст“. Освен текста и вокалите, песента остава много подобна на тази, изпълнена от Ярдбърдс по-рано същата година.
От 2002 г. промоционалното издание от 1969 г., включващо Babe I'm Gonna Leave You като песен от А-страна и Dazed and Confused като B-страна, е едно от десетте най-добри колекционерски предмети на „Лед Зепелин“. Колекционер Рик Барет, притежаващ сувенири на „Лед Зепелин“, продава няколко копия от промоционалното издание за 300–500 щатски долара всяко, „в зависимост от състоянието на обложката и самата плоча“.
През юни 2010 г. Джейк Холмс завежда дело в Окръжния съд на Съединените щати, с обвинения в нарушаване на авторски права и посочва Джими Пейдж като съответник. Делото е „отхвърлено с предубеждение“ на 17 януари 2012 г., след като неразкрито споразумение между Пейдж и Холмс е постигнато извън съда през есента на 2011 г. Следващите албуми на „Лед Зепелин“, като Celebration Day (2012) и ремастерираните и луксозни издания на дебютния албум на групата (2014), разширяват заслугата на автора на песни за Dazed and Confused до „От Пейдж – вдъхновен от Джейк Холмс.“